# All That Glitters
All That Glitters is de zesentwintigste aflevering van het achtste seizoen van het tienerdrama Beverly Hills, 90210, die voor het eerst werd uitgezonden op 1 april 1998.

## Plot
Brandon is zeer trots dat hij gevraagd is om samen te gaan werken met journalist Peter Raitt van de Time magazine om een football stadion te bouwen in Los Angeles. Brandon heeft al het onderzoek gedaan naar de mogelijkheden en Peter wil dit gebruiken in zijn verhaal, Brandon is zo trots dat hij niet doorheeft dat Peter hem gebruikt. Kelly die dit van afstand ziet heeft dit wel door maar Brandon is doof voor haar opmerkingen. Ondertussen heeft Kelly een band opgebouwd met een jongen van de kliniek die een ontwikkelingsstoornis heeft en vrijwilligerswerk doet op de kliniek. Deze jongen werkt zeer hard en Kelly wil ervoor zorgen dat de jongen daar kan blijven maar de moeder van de jongen denkt dat dit te zwaar voor hem wordt. Kelly denkt dat er wel een verhaal in zit over de jongen en vraagt Brandon en Peter of zij hier iets in zien. Peter heeft weinig interesse en Brandon praat met hem mee dit tot ergernis van Kelly. Brandon en Peter hebben wel kunnen regelen dat de jongen mee mag schaatsen met een ijshockeyploeg waar de jongen een fan van is. De jongen is dolgelukkig en kan niet wachten, maar Peter vertelt ineens dat hij weg moet in verband met een verhaal en laat iedereen in de steek. Nu is de jongen zeer teleurgesteld omdat hij niet mee kan schaatsen maar Brandon regelt een verrassing zodat hij toch het ijs op kan op een ijsbaan. Brandon beseft dat hij zich blind gestaard heeft op de roem van Peter en wil niet achter hem aan gaan en zichzelf wil blijven.
Steve is nu helemaal verliefd op Jill en gaat zelfs met haar naar het ballet en de opera. Maar op een gegeven punt wordt dit te veel voor Steve en wil van het kleffe gedoe af en wil het uitmaken, maar elke keer als hij dit wil proberen dan overtuigd Jill hem om bij haar te blijven. Dan komt Jill ineens bij Steve en maakt zij het ineens uit en dit vindt Steve maar niets nu hij gedumpt wordt.
Noah verrast Donna met een sieraad die al lang in de familie is geweest. Donna is hier zeer blij mee en denkt dat ze een fortuin waard zijn. Valerie haalt haar over om deze te laten taxeren en dan komen ze erachter dat ze waardeloos zijn. Donna weet niet wat zij hiermee aan moet en besluit dit toch tegen Noah op te biechten, Donna schaamt zich dood als zij hoort dat de sieraden van zijn overgrootmoeder zijn geweest en dat zijn overgrootvader haar de sieraden heeft geschonken toen zij totaal geen geld hadden en dat aan de sieraden een grote emotionele waarde vastzit.
David zit werkloos thuis en teert nog op zijn roem die hij kortgeleden heeft doorstaan. Via Valerie komt hij in contact met een filmproducent die vroeger naam heeft gemaakt, wat David niet weet is dat deze nu reclamejingles maakt voor de plaatselijke markt. David gaat met volle moed naar hem toe met het idee dat hij mag schrijven voor een grote film, de teleurstelling is groot als David erachter komt dat hij mag schrijven voor een jingle en weigert dit te doen. Als David rekeningen krijgt die hij niet kan betalen dan beseft hij dat er geld op de plank moet komen en besluit toch maar in zee te gaan met de producent.

## Rolverdeling
- Jason Priestley - Brandon Walsh
- Jennie Garth - Kelly Taylor
- Ian Ziering - Steve Sanders
- Brian Austin Green - David Silver
- Tori Spelling - Donna Martin
- Tiffani Thiessen - Valerie Malone
- Joe E. Tata - Nat Bussichio
- Lindsay Price - Janet Sosna
- Vincent Young - Noah Hunter
- Chris Demetral - Chris Myers
- Jesse Dabson - Peter Raitt
- Dex Elliot Sanders - Kyle Scott
- Nicole Forester - Jill Reiter